# Иштереки
Иштере́ки (чув. Иштерек) — деревня Моргаушского района Чувашии Российской Федерации. Входит в состав Ярабайкасинского сельского поселения.

## География
Расположен на севере республики, между деревнями Вускасы и Сыбайкасы Ярабайкасинского сельского поселения.
В селении находятся 4 улицы, 80 домов.
географическое положение
Расстояние до Чебоксар — 32 км; до районного центра (с. Моргауши) — 24 км.

## Топоним
Современное название деревни происходит от чувашского личного имени Иштеряк, образованного из двух слов: иш (друг) + тӗрек (опора).
Имеет другие исторические варианта названия: Иштереккасы, 1917-27; Байрашево, 1917, Иштерек (Иштереккасси, 1927).

## История
Образована в 1-й пол. 19 века в результате разделения д. Первая Байряшева на Иштереки и д. Вускасы.
В 1927 образован колхоз «Клевер».
административное отношение
Иштереки входил в составе Акрамовской, Сюндырской волостей Ядринского, Козьмодемьянского уездов в 19 в. — 1920 году, Сюндырской волости Чебоксарского уезда — 1920—1927, Татаркасинского района — 1927—1935, Ишлейского района — 1935—1959, Сундырского района — 1959—1962, Чебоксарского района — 1962—1964, Моргаушского района — с 1964.

## Население
| 2010 | 2012 |
| ---- | ---- |
| 201  | ↗215 |

историческая численность населения и гендерный состав
Число жителей: в 1859—119 муж., 111 жен.; 1897—148 муж., 137 жен.; 1926—179 муж., 207 жен.; 1939—147 муж., 200 жен.; 1979—148 муж., 191 жен.; 2002—228 чел.: 116 муж., 112 жен.; 2010—201 чел.: 99 муж., 102 жен.
национальный состав
Жители — чуваши, русские

## Известные уроженцы
- Эдуард Мочалов — бизнесмен, редактор оппозиционной газеты.

## Инфраструктура
Личное подсобное хозяйство. Число дворов: в 1859 — 42 двора; 1926 — 82 двора; 2002 — 79 дворов; 2010 — 72 домохозяйства.
Занимались исторически земледелием, животноводством.

## Транспорт
Доступен автотранспортом.